# Drosophila gibbinsi
Drosophila gibbinsi este o specie de muște din genul Drosophila, familia Drosophilidae, descrisă de Aubertin în anul 1937. Conform Catalogue of Life specia Drosophila gibbinsi nu are subspecii cunoscute.